# Așezarea fortificată de pe dealul Titelca
Așezarea fortificată de pe dealul Titelca reprezintă o așezare fortificată din Epoca Bronzului mijlociu, declarată monument istoric cu cod LMI BC-I-s-B-00753, fiind situată în arealul administrativ al comunei Valea Seacă din județul Bacău. Cele mai vechi urme de locuire din perimetrul sitului provin din Neolitic.
Caracterul așezării, apărată de 2 șanțuri și de albia pârâului Valea Seacă a fost cel de acropolă, în jurul acesteia gravitând mai multe așezări mai mici. S-au identificat în total 3 straturi de locuire, cel mai vechi având ca sursă perioada fazei Precucuteni II a culturii Cucuteni, cel intermediar perioada fazei târzii (B) a culturii Glina III-Schneckenberg și cel superior perioada fazelor Ic3-Ic2 ale culturii Monteoru.
Ocupațiile principale ale locuitorilor din așezarea Monteoru erau agricultura și creșterea vitelor. Aceștia se ocupau, de asemenea, cu torsul și țesătoriea, precum și cu vânătoarea.

## Context geografic
Așezarea este situată pe teritoriul fostului sat Mândrișca, pe terasa Morăriei (terasă mijlocie a Siretului), pe o  movilă desprinsă din respectiva terasă datorită eroziunii provocate de pârâul Valea Seacă. Descoperirile au fost făcute în partea de sud-vest a promontoriului desprins din terasă fiind localizate pe dealul situat la 300 m (350 m după o altă sursă) est de șoseaua E85 și la 150 de m de Magistrala CFR 500, respectiv de porțiunea acesteia dintre Adjud și Bacău.
Înalțându-se cu aproximativ 15 m deasupra luncii râului, dealul avea maluri abrupte și era mai accesibil în partea de vest. Actual nu mai există, fiind distrus de buldozere înainte de 1989, în contextul necesităților Cooperativei Agricole de Producție locale.

## Istoricul cercetărilor

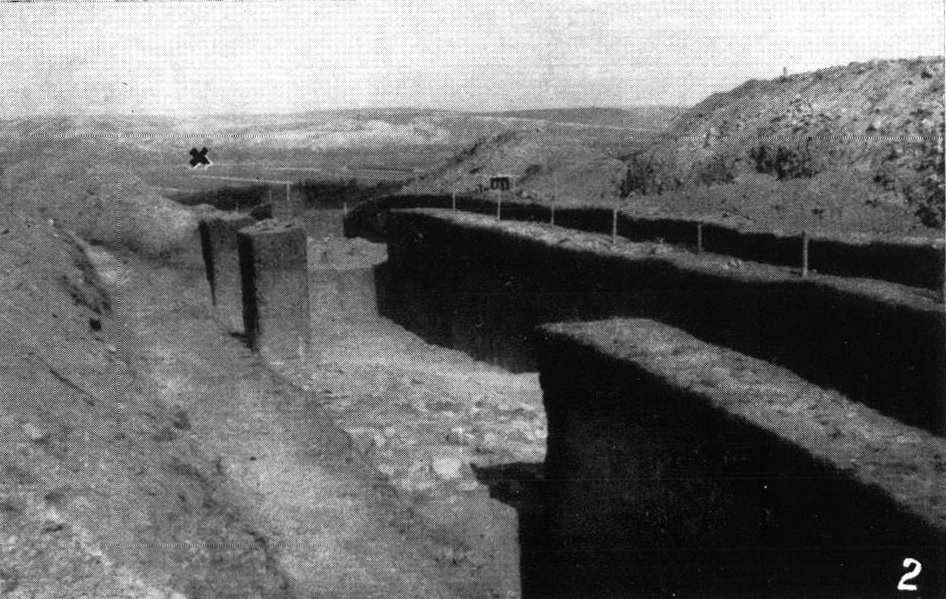
Imagine din timpul sapaturilor din anul 1959.

Primele cercetări pe teritoriul satului Mândrișca au fost realizate în anii 1951-1952, de un colectiv (care-l includea pe Radu Vulpe) și care, la acea vreme efectua săpături la Poiana (Jud. Galați).
Ulterior, săpăturile s-au reluat în vara anului 1959 și s-au extins și în anul 1960, fiind efectuate și câteva sondaje de informare, în punctele numite de la Țintirim (situat în arealul satului la Cucova), precum și pe alte două promontorii ale aceleiași terase a Siretului, situate la sud de Mândrișca, la marginea localității Sascut.
În aceeași etapă arheologică s-au realizat și o serie de cercetări de suprafață:
- pe teritoriul satului Cucova, în punctul numit „La Tarabă”[9]
- la 2 km nord de Mândrișca la „Puțul Poștei”,[9] la 30 m nord-vest de fântână și la 4 m nord de drumul care leagă lunca Siretului de șoseaua națională[10]
- pe Titelca Mândrișcăi și în împrejurimi (la marginea estică a localității, pe marginea drumului ce duce spre Rogoaze)[11]
- la sud–sud-est de localitate, la punctul de la „Duruitori”,[11] unde s-au construit silozuri lângă grajdurile ridicate pentru Cooperativa Agricolă de Producție[10]
- la circa 1,5 km sud de „Duruitori”, la „Punctul cu vii”.[11]
- pe terasa sudică a Mândrișcăi.[10]

În 1980, Sergiu Haimovici a evaluat materialul paleofaunistic din straturile de cultură Monteoru ale așezării de la Mândrișca.

## Caractere
Așezarea aparține în principal de Cultura Monteoru, de fazele Ic3-Ic2 ale acesteia. Stratigrafic s-au identificat pe Titelca Morăriei trei straturi de locuire, Mîndrișca I și Mândrișca II (ultimul aparținând culturii Glina-Schneckenberg, parțial distrus de locuirea următoare) și cel aparținând Culturii Monteoru, cu trei niveluri: III a, III b și IIIc. Stratul Mândrișca I aparține fazei  neolitice Precucuteni II, de sfârșit și nu depășește faza de tranziție de le Precucuteni II la Precucuteni III.
Caracterul așezării a fost cel de acropolă, în jurul acesteia gravitând mai multe așezări mai mici. Necropola cu morminte de inhumație aparținând aceleiași culturi, descoperită în fosta vatra a satului Valea Seacă, s-ar putea să aparțină așezării de pe dealul Titelca.

### Stratul Mândrișca I (Neolitic)
În stratul neolitic (cu grosime de aproximativ 0,45 m), locuințele descoperite (distruse prin incendiu) erau de formă dreptunghiulară, fiind fără platformă și cu pereții construiți din nuiele împletite, lipite cu lut.
Ca unelte, preponderent au fost identificate topoare de piatră șlefuită, aproape toate de formă trapezoidală, mai rar de formă rectangulară și un topor de tip calapod. Lamele și răzuitoare de silex au fost găsite puține. Alături de acestea a fost identificată gresie silicifiată, folosită pentru confecționarea lor, adusă din zona de șisturi negre din Carpații Orientali, precum și o dăltiță de piatră și mai multe percutoare. S-au găsit, de asemenea, împungătoare, dăltițe și fragmente de spatulă din os sau săpăligi din corn.
Materialul ceramic este format atât de vase de uz comun (la care se întâlnesc ornamente făcute prin impresiune cu unghia) cât și fine, din pastă bine arsă (mici și cu pereții subțiri, la care se întâlnesc ornamente făcute în principal prin incizie, dar și cu pieptenele, precum și caneluri). Un al treile tip de vase este de dimensiuni mai mari, cu pereții groși și ornament excizat, cele mai multe fiind realizate prin tehnica barbotinei. Deecorarea ultimului tip de vase s-a realizat fie prin apăsare cu un bețigaș, sau prin șiruri de alveole dispuse pe umărul vasului ori, foarte rar, printr-un brâu în relief alveolat. Datorită incendiului care a distrus așezarea, ceramica arsă inițial la cenușiu și la roșu, a căpătt culoarea cărămizie, undele cioburi fiind chiar transformate în zgură.
Alături de vasele propriu-zise, au fost identificate și figurine din pastă bine arsă, atât antropomorfe (circa 20, indicând legături cu sudul), cât și un scăunel de cult, precum și unele figurine zoomorfe.

X
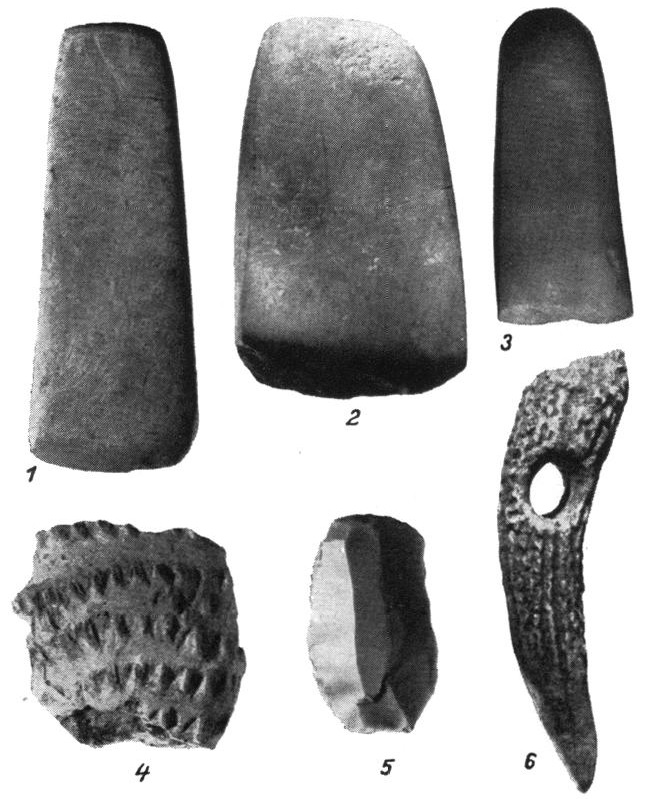
Unelte și un fragment ceramic din stratul de cultură Precucuteni II.
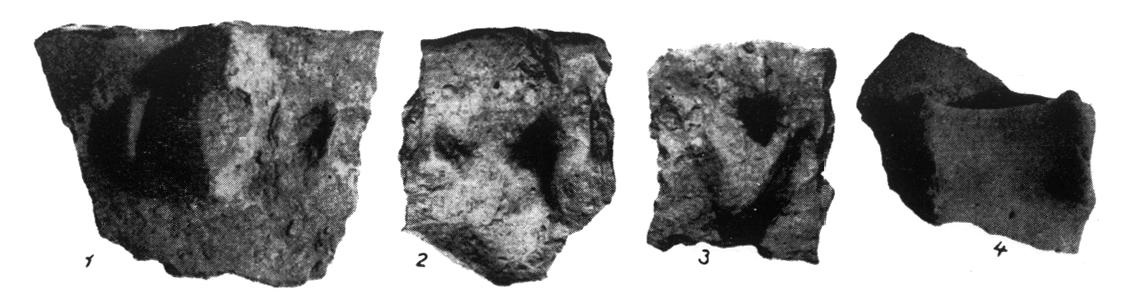
Fragmente ceramice din stratul de cultură Glina III-Schneckenberg.
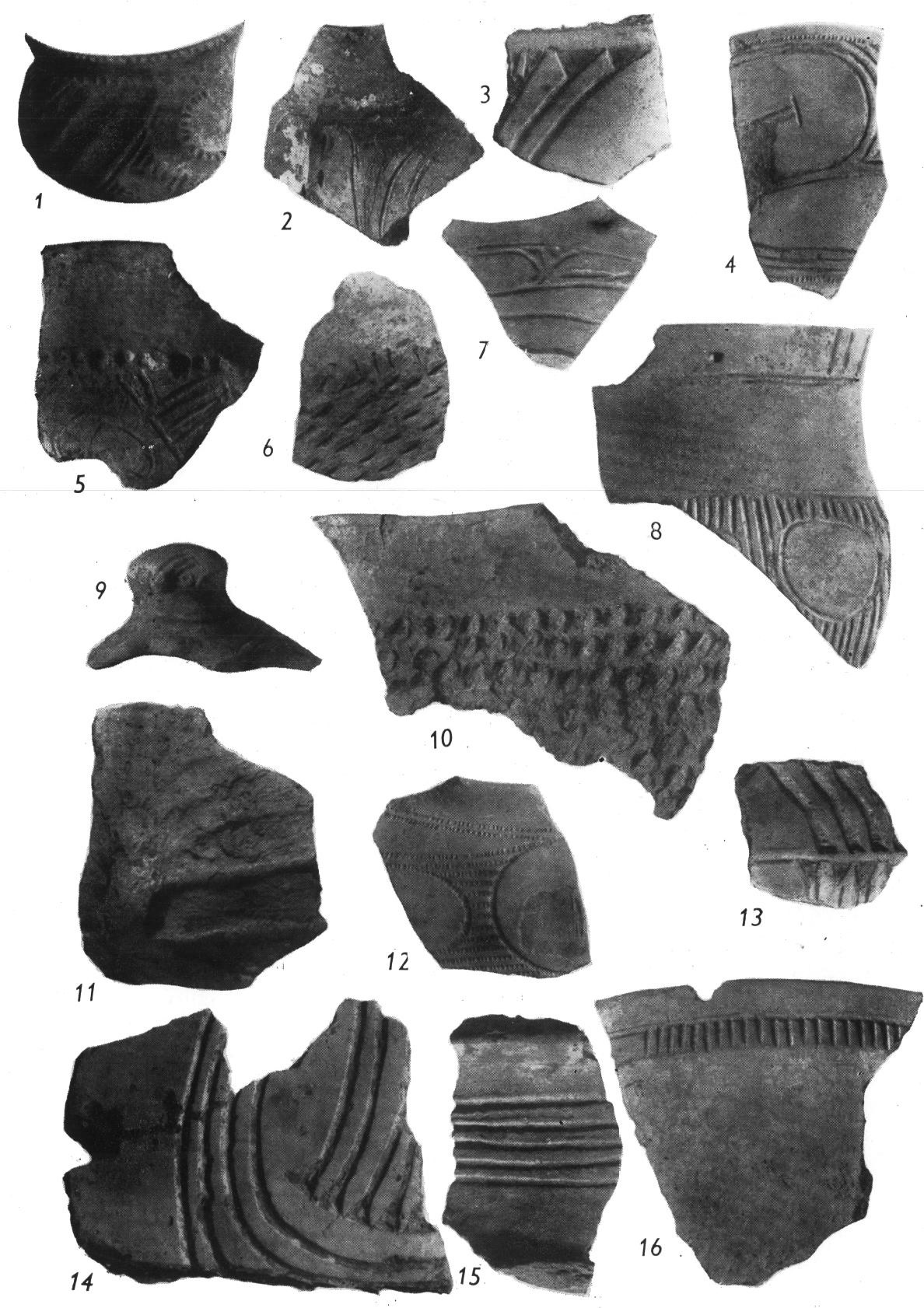
Ceramică de fază Precucuteni II.

Râșnițele găsite, pleava din structura chirpiciului, săpăligile din corn și oasele de animale (în care predomină cele de bovine) indică faptul că, ocupațiile principale ale locuitorilor din așezarea neolitică erau cultivarea plantelor și creșterea animalelor. S-au găsit, de asemenea, indicații că aceștia vânau cerbi.

### Stratul Mândrișca II (Glina-Schneckenberg)
Nivelul al doilea este subțire, fiind contemporan cu faza târzie a culturii Glina III-Schneckenberg (plasat temporal în Moldova în Epoca Bronzului timpuriu, între orizontul cultural Foltești II și etapa mai veche a fazei Monteoru Ic3).
Înainte de a se așeza pe Titelca, locuitorii din timpul culturii Monteoru au nivelat terenul, distrugând în mare parte acest nivel.

### Stratul Monteoru

#### Locuirea

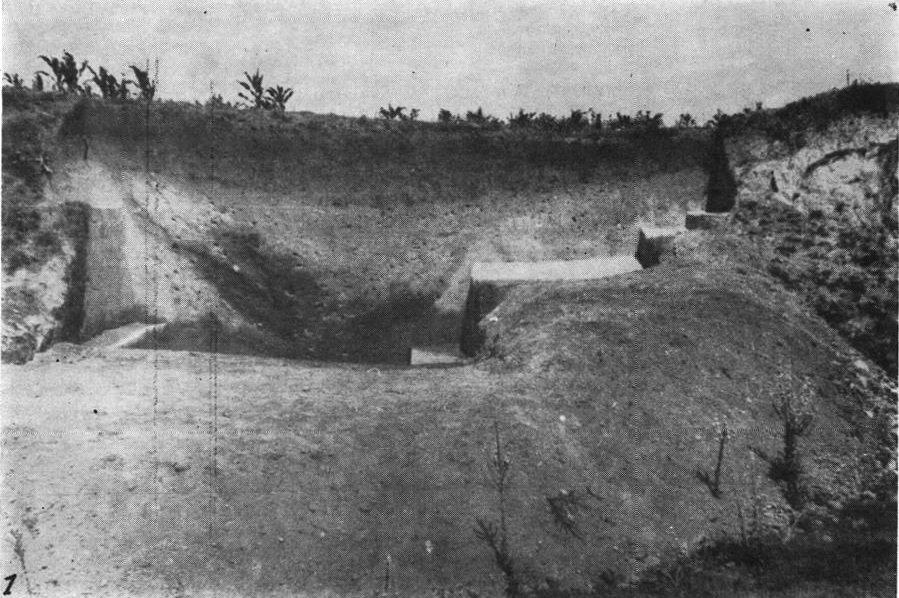
Profilul primului șanț de apărare de pe terasa Morăriei.

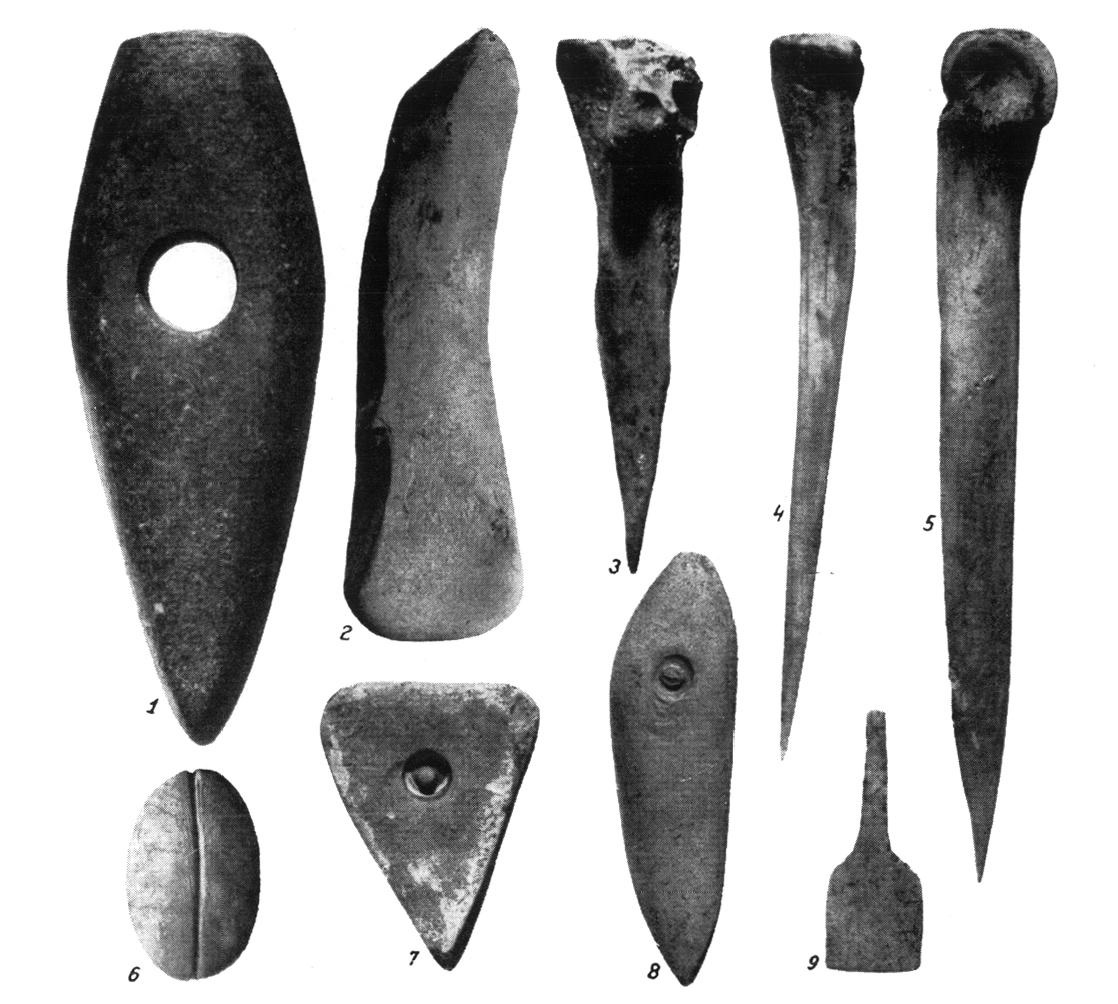
Arme și unelte din piatră și os din stratul de cultură Monteoru.

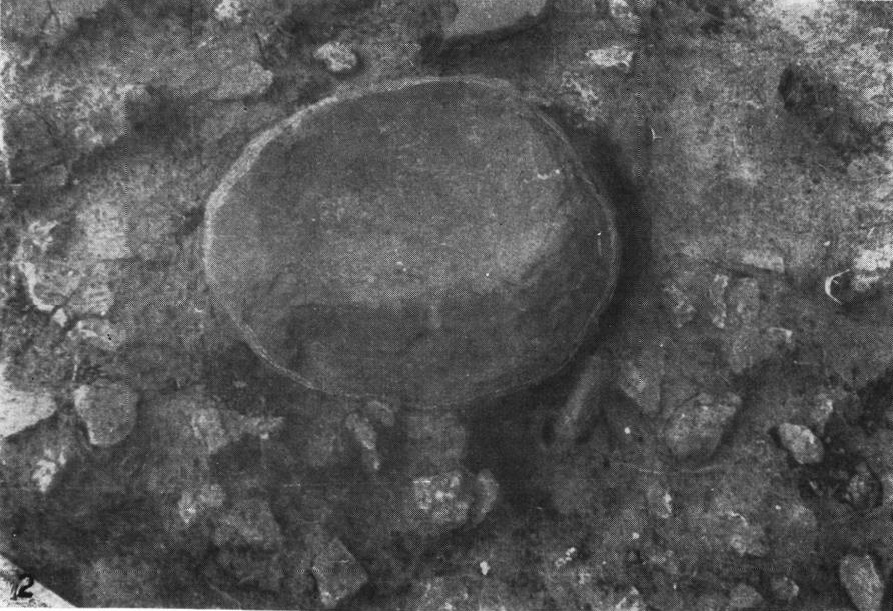
Râșniță in situ, faza Ic3 târzie.

Nivelul inferior de locuire este reprezentat de IIIa și cel superior de IIIb, cu grosimi de 0,45 și respectiv de 0,2 m. Ambele niveluri pot fi datate în faza Monteoru Ic3, primul la începutul fazei și al doilea în faza târzie. Este de menționat că, extensia așezării dincolo de Titelca, pe terasa Morăriei, s-a produs de abia în faza corespunzătoare nivelului IIIb (negăsindu-se aici urme corespunzătoare nivelurilor Mândrișca I și II, de pe Titelcă). Nivelul IIIa a fost distrus de un puternic incendiu, în timp ce nivelul IIIb a fost afectat, în special, de eroziunea produsă de ape și a folosirea plugului. Pe o terasă desprinsă din Titelca s-a găsit și un al treilea nivel de locuire, IIIc, aparținând fazei Monteoru Ic2, aici lipsind însă nivelul IIIa (material arheologic aparținînd nivelului IIIc, ajuns prin alunecare, a fost găsit și în șanțul interior de apărare). Nivelul de locuire IIIc a fost aproape complet distrus, datorită arării cu tractorul. În mod sporadic, în partea superioară a șanțurilor de apărare, au apărut și fragmente ceramice aparținând unei faze mai târzii decât Ic2.
Conform lui Gheorghe Bichir, faptul că în faza Ic2 războaiele deveniseră mai frecvente și că spre Titelca accesul se făcea ușor dinspre sud, aceasta nefiind apărată natura, coroborat cu faptul că suprafața dealului era mică și nu justifica munca necesară săpare unor șanțuri de apărare, este probabil să fi determinat preferința în ce privește continuitatea locuirii pentru terasa Morăriei, apărată în mod natural de valea abruptă a pârâului Valea Seacă la sud și la est (fără a putea fi exclusă validitatea supoziției că, locuirea ar fi putut continua și pe Titelca propriu-zisă și în faza Monteoru Ic2). În mod cert însă, succesiv distrugerii prin incendiu a nivelului de locuire IIIc, extensia așezării s-a produs și pe terasă, ceea ce s-a asociat cu fortificarea acesteia, într-o perioadă mai veche decât așezarea eponimă de la Sărata Monteoru. Așezarea a fost astfel, apărată suplimentar prin două șanțuri, care, o înconjurau în părțile de vest, nord și nord-est, ieșind în albia înaltă a pârâului Valea Seacă, după ce se uneau în partea de nord-est. Șanțul interior era mai larg (10 m) și mai adânc (4,3 m) decât cel exterior, între cele două șanțuri fiind o distanță de 32 m. Dacă cel interior aparține fazei Ic3 a culturii Monteoru (faza de locuire IIIc), șanțul exterior pare a aparține fazei Ic2 (fără a putea însă fi exclusă existența sa la sfârșitul fazei Ic3, respectiv a fazei de locuire IIIb).
Locuințele găsite pe Titelca par atât de formă dreptunghiulară, având pereții mai subțiri ca cele precedente neolitice și construiți din nuiele împletite, lipite cu lut, cât și de formă dreptunghiulară cu colțurile rotunjite, existând suprapuneri de locuințe de suprafață aparținând nivelurilor IIIa și IIIb. Proporția de pleavă din chirpici este, de asemenea, mai mare decât la cele neolitice. S-a identificat la nivelul IIIb și o vatră de cult.
Materialul arheologic găsit este mai bogat, fiind format dintr-un număr relativ mare de pumnale de os, topoare-ciocane și cuțite curbe, din piatră. S-au găsit, de asemenea și împungătoare și patine de os, săpăligi de corn, fusaiole folosite la tors și greutăți de lut piramidale, folosite la țesut și care aveau alveole pe margini. Au fost găsite un pumnal și două ace de cusut, din bronz.

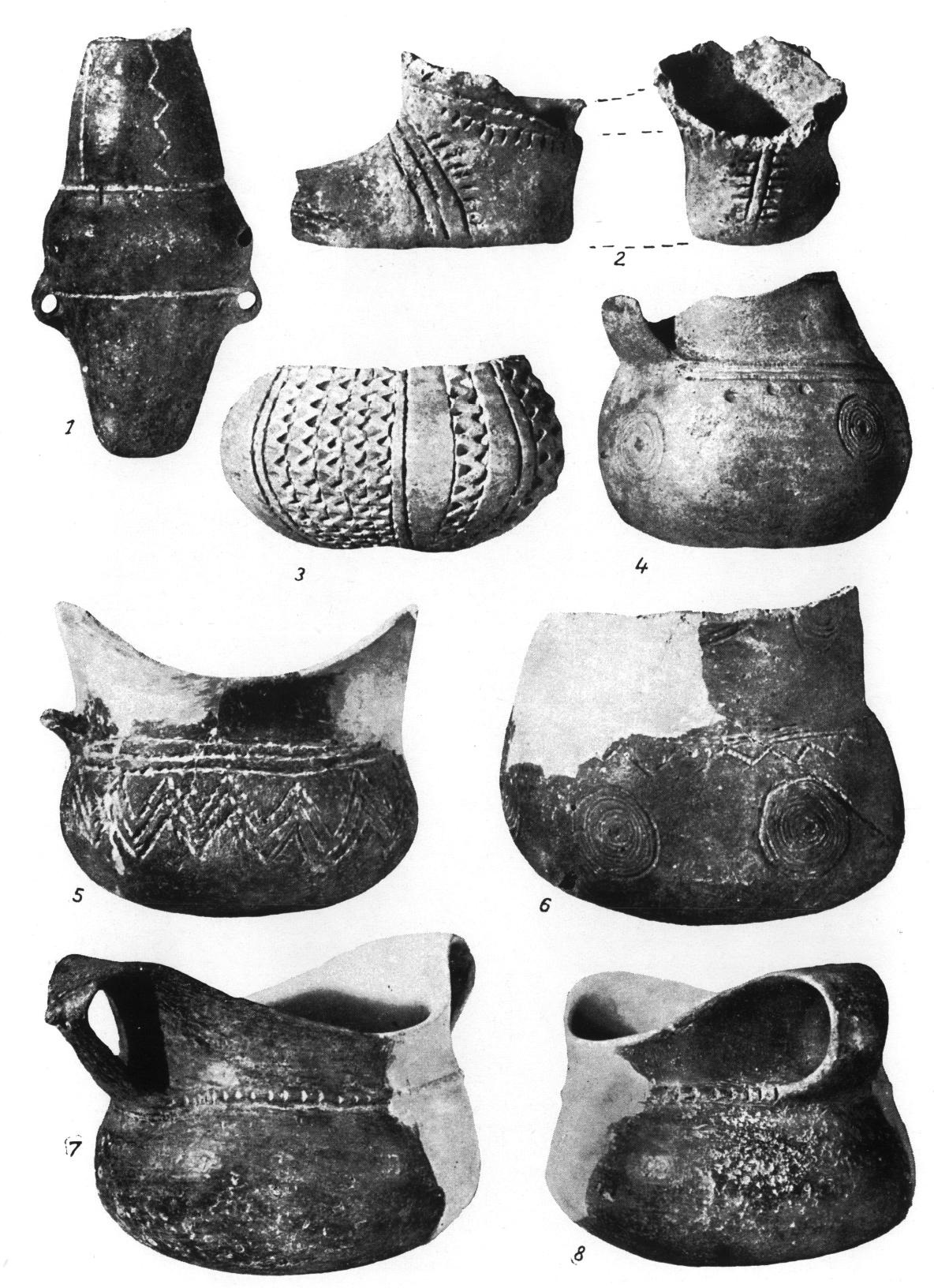
Ceramică Monteoru faza Ic3.

Ceramica este atât fină, cât și grosolană (ultima cu exteriorul lustruit sau zgrunțuros). Dintre vase, predomină cele mici și mijlocii. Pe Titelca Morăriei nu s-au găsit cioburi de tip Monteoru Ic2 (găsite însă pe terasă), datorită probabil motivelor enunțate mai sus. Deosebirile dintre materialul ceramic aparținând nivelurilor de locuire IIIa și IIIb sunt, în general, mici, diferind evident doar ceramica ce corespunde nivelului de locuire IIIc, prin tehnica de lucru, forme și ornamente (la care, decorurile sunt reprezentate adesea de nervuri).

#### Activitățile economice
Habitatul în care se afla așezarea era unul păduros, format din masive forestiere bine închegate și completate de pădurile de luncă, mult mai bine reprezentate pe atunci în lunca Siretului. Deși locuitorii tăiau pădurea, defrișările nu erau prea avansate. Lipseau complet spațiile denudate de tipul stepei, fiind însă începută evoluția care urma, în timp, să ducă la apariția silvostepei.
Râșnițele și oasele de animale (de talie mică și mare, porcine și ovine sau caprine) găsite indică faptul că, ocupațiile principale ale locuitorilor din așezarea Monteoru erau agricultura și creșterea vitelor. Aceștia se ocupau, de asemenea, cu torsul și țesătorie, precum și cu vânătoarea, cu caracter de o ocupație ajutătoare, în ce priveșe cu asigurarea cărnii. Există indicații că aceștia vânau cerbi și mistreți, precum și uneori castori sau urși, vânarea animalelor ocupând un loc important și fiind favorizată de existența pădurilor din jur și a luncii Siretului. În ce privește animalele furnizoare de blană, vânarea acestora avea o pondere neglijabilă.
Pentru tracțiune, era folosit boul. Taurinele erau folosite în principal ca animale utilitare (cel mai probabil în primul rând pentru lapte), furnizarea de carne fiind un scop secundar. În ce privește porcinele, acestea aveau o pondere economică destul de mică, iar cornutele mici (ovinele și caprinele) aveau o ponderea și mai mică, scopul lor fiind în primul rând utilitar (lapte și lână, în principal de oaie). Calul avea un rol mixt, minor, fiind folosit inclusiv pe post de sursă de carne. În ce privește câinii, aceștia foloseau la paza turmelor și erau prezenți pe lângă gospodării.

## Alte sondaje și cercetări de suprafață
În cursul sondajelor menționate mai sus și efectuate la marginea târgului Sascut, au fost identificate așezări aparținînd nivelului Mîndrișca III b.

Fragmente ceramice de tip Monteoru s-au găsit și Cucova, în punctul numit „La Tarabă”, la „Puțul Poștei” (2 km nord de Mândrișca, unde s-a identificat marginea sudică a unei așezări de tip Monteoru, dar s-au găsit și fragmente neolitice), pe Titelca Mândrișcăi și în împrejurimi (la est de localitate, unde s-au găsit fragmente tip Precucuteni și din secolul III), la punctul de la „Duruitori” (la sud–sud-est de sat, unde s-au găsit și fragmente ceramice aparținând culturii La Tène și secolului IV, precum și morminte de înhumație de tip Monteoru).
Este de menționat că, pe tereasa sudică a Mândrișcăi s-a găsit în anul 1945 un depozit de seceri de bronz, alte seceri fiind găsite prin sondaj în același punct în 1960, alături de fragmente ceramice de tip Monteoru și de resturi de locuințe aparținând secolului III.
La „Punctul cu vii” (circa 1,5 km sud de „Duruitori”), s-au găsit numai fragmente cucuteniene).
Ca efect atât al unor cercetări personale de suprafață efectuate cu elevii săi, cât și al unor descoperiri întâmplătoare în timpul lucrărilor agricole, desfășurate pe raza comunei Valea Seacă, profesorul V. Petrea de la Școala Generală Nr. 1 din comună a constituit o colecție de de artefacte, provenite din așezările neolitice și din Epoca Bronzului de pe teritoriul unității administativ-teritoriale. Conform legii, aceasta a intrat în anul 1981 în patrimoniul Muzeului Județean de Istorie și Artă Bacău.

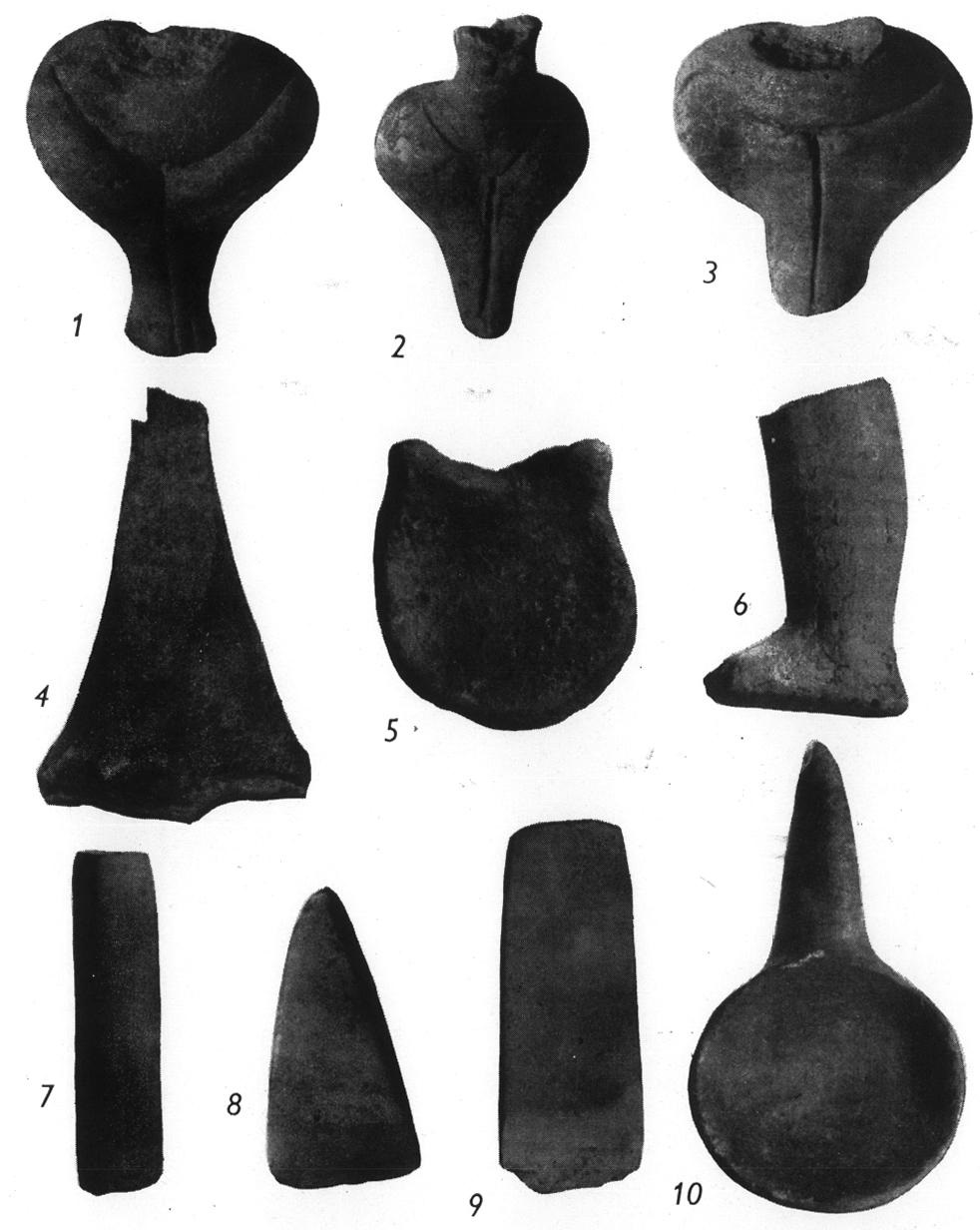
Fig. 1-9 stratul de cultura Precucuteni II, fig. 10 stratul Monteoru faza Ic3 timpurie; 1-3 figurine de lut, 4 os metacarpian lucrat, 5 scăunel de cult, 6 miniatura de lut a unui picior de om, 7-9 toporașe de piatră, 10 lingură de lut.